# ثوم صقلابي
ثوم صقلابي (الاسم العلمي:Allium asclepiadeum) هو نوع من النباتات يتبع جنس الثوم من الفصيلة النرجسية.